# Kaj Ramsteijn
Kaj Ramsteijn (ur. 17 stycznia 1990 w Zoetermeer) – holenderski piłkarz grający na pozycji obrońcy. Zawodnik klubu Aalesunds FK.

## Kariera klubowa
Ramsteijn dołączył do akademii Feyenoordu w wieku 10 lat. W czerwcu 2010 został wypożyczony do Excelsioru. 22 września 2010 zadebiutował w jego barwach w meczu z WKE. 24 października 2010 pierwszy raz zagrał w pierwszej jedenastce w meczu z Ajaxem. Pierwszego gola strzelił 27 listopada 2010 w meczu z Willem II, zakończonym wynikiem 1:1. Po swoim pierwszym sezonie w profesjonalnej piłce wrócił do Feyenoordu. Następnie był wypożyczany do VVV Venlo oraz Sparty Rotterdam.
W 2014 roku Ramsteijn odszedł do portugalskiego CS Marítimo, gdzie spędził sezon 2014/2015. Potem grał w holenderskiej Eerste divisie w zespole Almere City, a w 2017 przeszedł do norweskiego Aalesunds FK.